# Aihole

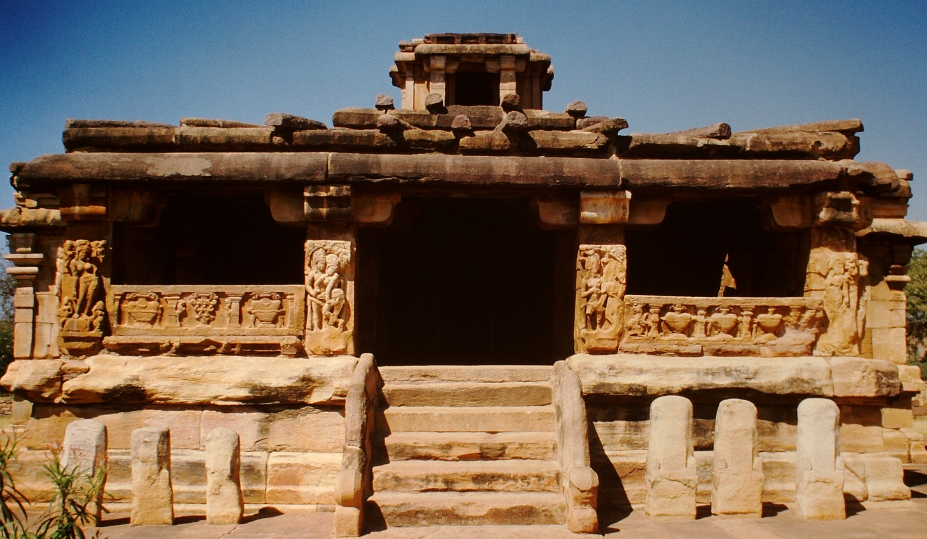
Aihole – Das Dach des vergleichsweise großräumigen Lad-Khan-Tempels (5. bis 8. Jh.) mit einem kammerartigen Aufbau ruht auf mächtigen Pfeilern. Die teilweise schräg liegenden steinernen Balken überdecken die Fugen zwischen den großen Steinplatten. Die Pfeilerreliefs der Vorhalle (mandapa) zeigen „Himmlische Liebespaare“ (mithunas) und „Schöne Mädchen“ (surasundaris); die Brüstungen sind mit Krugreliefs (kalashas) geschmückt. Zu beiden Seiten der Treppe wurden Lingam-Steine aufgestellt.

Aihole (Kannada: ಐಹೊಳೆ Aihoḷe) ist ein größeres Dorf mit etwa 3400 Einwohnern und über 100 Hindu- sowie einigen Jain-Tempeln im indischen Bundesstaat Karnataka. Die hier befindlichen Hindutempel aus der frühen Chalukya-Zeit wurden im Jahr 2015 in die Tentativliste des UNESCO-Weltkulturerbes aufgenommen.

## Lage und Klima
Aihole liegt im Distrikt Bagalkot im Taluk Hungund im Norden Karnatakas auf einer Höhe von etwa 600 m und etwa 45 km in nordöstlicher Richtung von Badami entfernt; es ist von dort mit Bussen gut zu erreichen. Der Ort liegt nahe dem Fluss Malaprabha, einem Nebenfluss des Krishna. Das Klima ist warm bis heiß; Regen (ca. 800–1200 mm/Jahr) fällt hauptsächlich in den Monsunmonaten Juni bis November.

## Geschichte
Im frühen 6. Jahrhundert war Aihole (der ursprüngliche Name lautete Ayyavole oder Ayyapura) Hauptstadt des Chalukya-Reiches. Dessen Herrscher Pulakesi I. (reg. 543–566) und Kirtivarman I. (reg. 566–583 oder 597) verlegten die Hauptstadt jedoch Mitte des 6. Jahrhunderts nach Badami. Aihole blieb dennoch weitere hundert Jahre ein wichtiges wirtschaftliches und religiöses Zentrum, bevor die Macht der Chalukyas sich in der 2. Hälfte des 7. Jahrhunderts ihrem vorläufigen Ende zuneigte. Die religiöse Bedeutung des Ortes blieb jedoch erhalten und so wurden auch danach – vor allem unter der jüngeren Chalukya-Dynastie – im 11. und 12. Jahrhundert noch weitere Tempelbauten errichtet.

## Tempel
In Aihole und in seiner näheren Umgebung haben sich über 100 – zumeist undatierte – Tempelbauten erhalten, die in 22 Gruppen unterteilt werden und von Forschern zeitlich ins 5. bis 12. Jahrhundert eingeordnet werden – im Folgenden werden nur die wichtigsten Tempel genannt. Charakteristisch für die frühe Architektur der Chalukyas in Aihole (z. B. im Vergleich zu den älteren Gupta-Tempeln) ist:
- das Fehlen von erhöhten Umgangsplattformen (jagatis); stattdessen hohe Sockelzonen
- die aus großen Pfeilern mit dazwischen eingefügten großen Steinplatten bestehende Bauweise
- die durch viele Pfeiler möglich gewordene bedeutende Längen- und teilweise auch Breitenausdehnung der Bauten
- das weitgehende Fehlen von Dachaufbauten; die Shikhara-Türme der frühen Tempel wurden möglicherweise erst später hinzugefügt

### Lad-Khan-Tempel

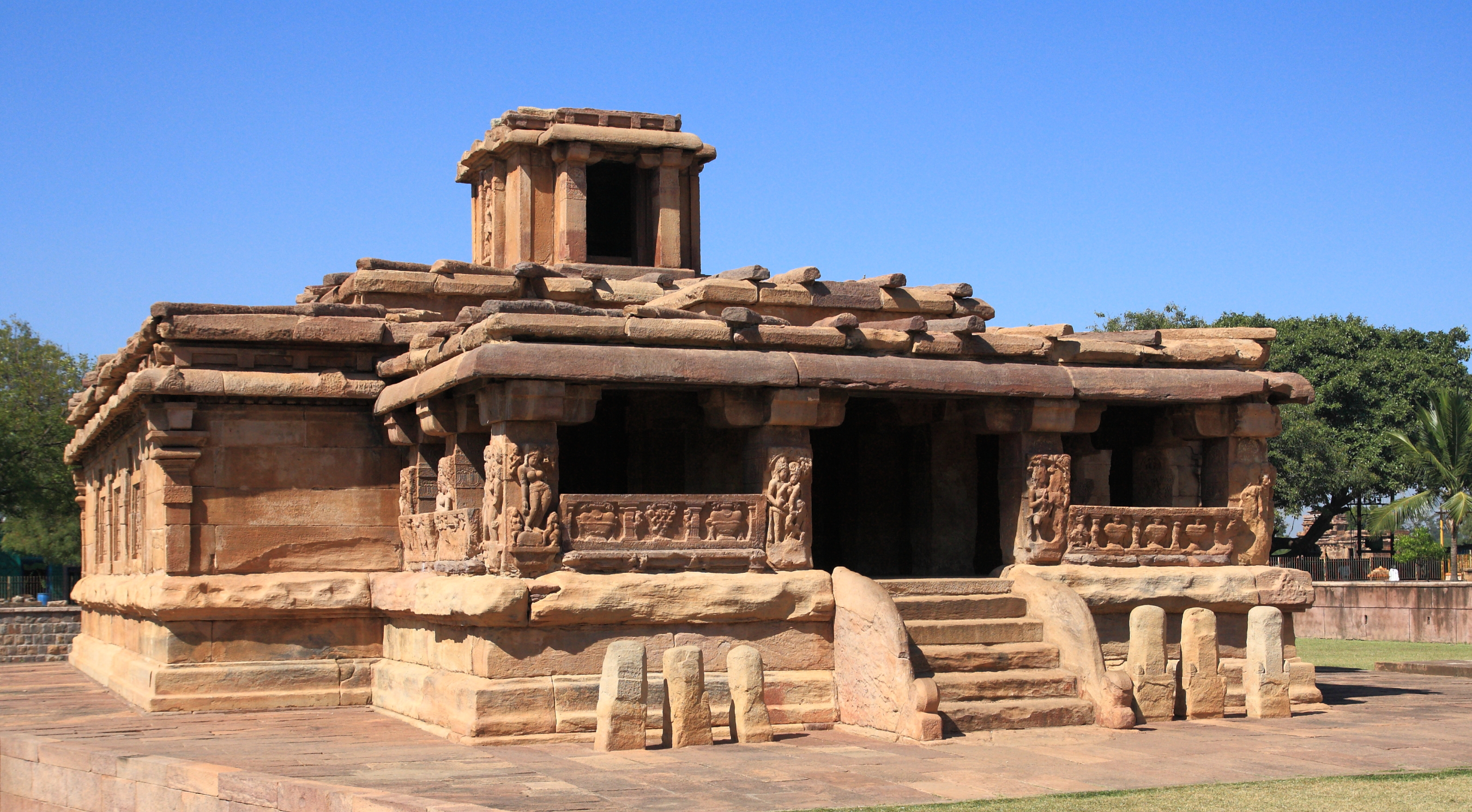
Lad-Khan-Tempel

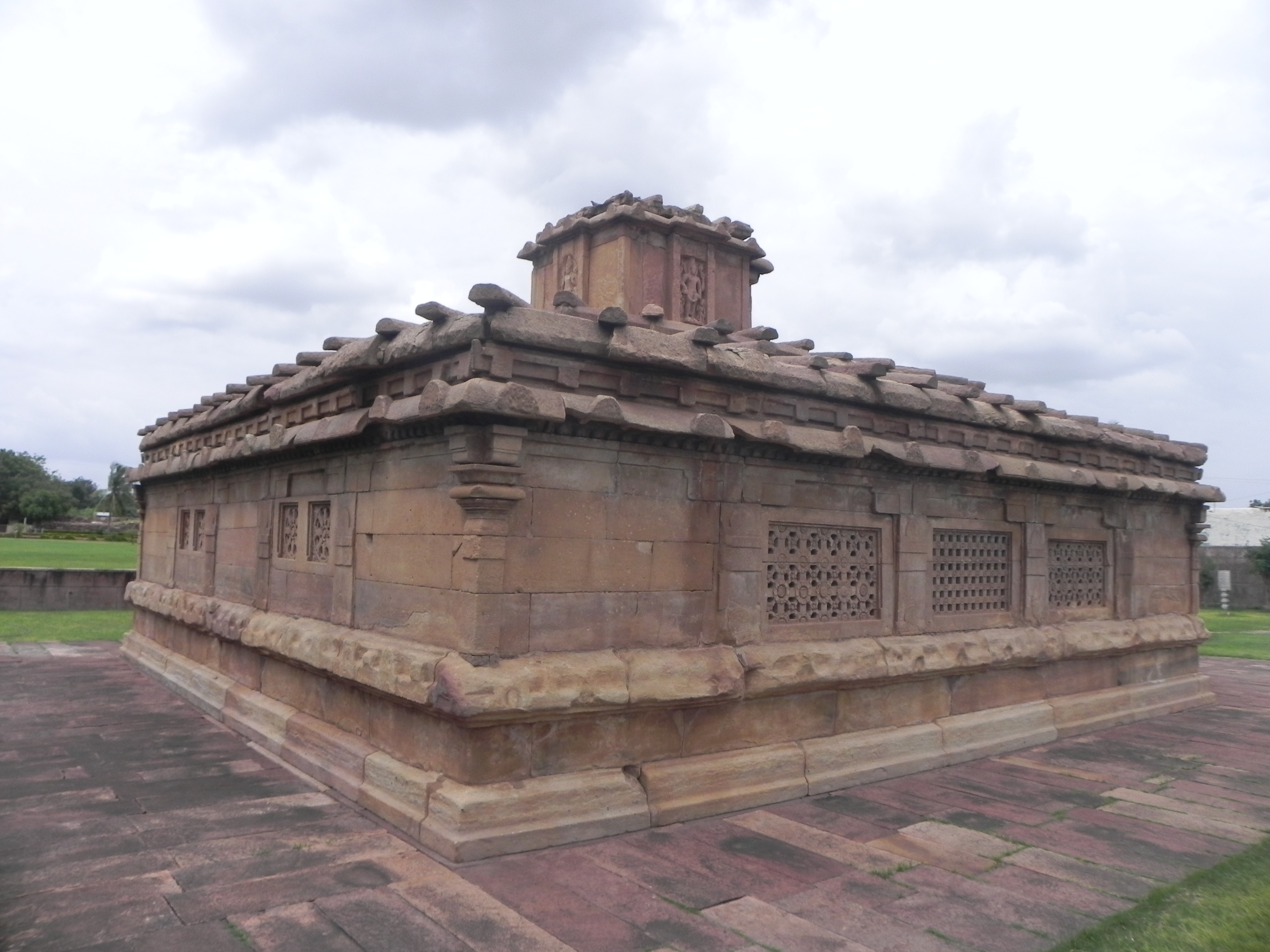
Lad-Khan-Tempel, Rückseite

Der Lad-Khan-Tempel ist dem Gott Shiva geweiht; seine Datierung ist umstritten. Einige Forscher plädieren für eine Entstehungszeit bereits im 5. Jahrhundert, was angesichts der differenzierten Bauweise und des Skulpturenprogramms kaum möglich erscheint – die Vorhalle wurde möglicherweise, der Dachaufsatz in jedem Fall später angebaut. Die in Indien ungewöhnliche, hallenartige Pfeilerbauweise des Lad-Khan-Tempels wird häufig als architektonische Erinnerung an – aus Holz gebaute und somit nicht erhaltene – Versammlungs- oder Königshallen angesehen.
Zum Schutz vor Überschwemmungen (Monsun) und vor freilaufenden Tieren ist der Tempel auf einem etwa 1,20 m hohen Unterbau (adhishthana) errichtet, der komplett vom Bauwerk bedeckt wird und somit nicht als Umgangsplattform dienen konnte. Dagegen war die umliegende Bodenfläche wohl auch in früherer Zeit mit Steinplatten bedeckt, so dass eine rituelle Umschreitung (pradakshina) des Tempels hier möglich war. Der Tempel selbst besteht aus einer – etwas kleineren – Vorhalle (mandapa) und einem hallenartigen Sanktumsbereich mit im Westen liegender Cella mit einem Shiva-Lingam. Die Mitte des Raumes wird eingenommen von einem – später hier aufgestellten – Nandi-Bullen, dem Tragtier (vahana) Shivas. Der Sanktumsbereich wird von mehreren Jali-Fenstern mit geometrischen Motiven nur wenig belichtet.
Über der Tempelmitte erhebt sich im Äußeren ein kammerartiger Aufbau, der nur über Leitern zugänglich war und evtl. wertvolle Kultgegenstände oder den Tempelschatz (Münzen, Edelsteine oder Besitzurkunden) barg. Der gesamte – zweistufige (unter Einbeziehung der etwas niedrigeren Vorhalle sogar dreistufige) – Dachbereich besteht aus dicken Steinplatten, deren Fugen in der Art von Holzsparren mit teils schräg gestellten, langen und schmalen Steinbalken überdeckt werden.
Der Reliefschmuck der Pfeiler im Innern des Portikus ist zwar einfach gestaltet, aber thematisch durchaus reichhaltig: Es finden sich Musikanten, Tänzer und auch ein kopfstehender Akrobat ist zu sehen. Daneben erscheint das beliebte Motiv der Gajalakshmi, die von zwei Elefanten aus Krügen mit Wasser übergossen wird – in Indien ein beliebtes Fruchtbarkeits- und Glückszeichen; daneben finden sich verschiedene Krug- bzw. Vasenmotive, aus denen Blattwerk quillt (kalashas). Die figürlichen Reliefs an den nach außen weisenden Pfeilerflächen zeigen „Himmlische Liebespaare“ (mithunas) und verschiedene Götterbildnisse; am kammerartigen Dachaufbau sind Vishnu, Surya und eine Göttin dargestellt. Die Außenfiguren, die Jalis und die kleinere Vorhalle, deren Balustraden mit Krugreliefs geschmückt sind, entstammen wohl einer späteren Phase. Ansonsten sind Innen- und Außenwände nur durch schmale pilaster-artige Vorsprünge gegliedert und im Wesentlichen steinsichtig. Zu beiden Seiten des Treppenaufgangs wurden jeweils drei alte Lingam-Steine aufgestellt.

### Durga-Tempel

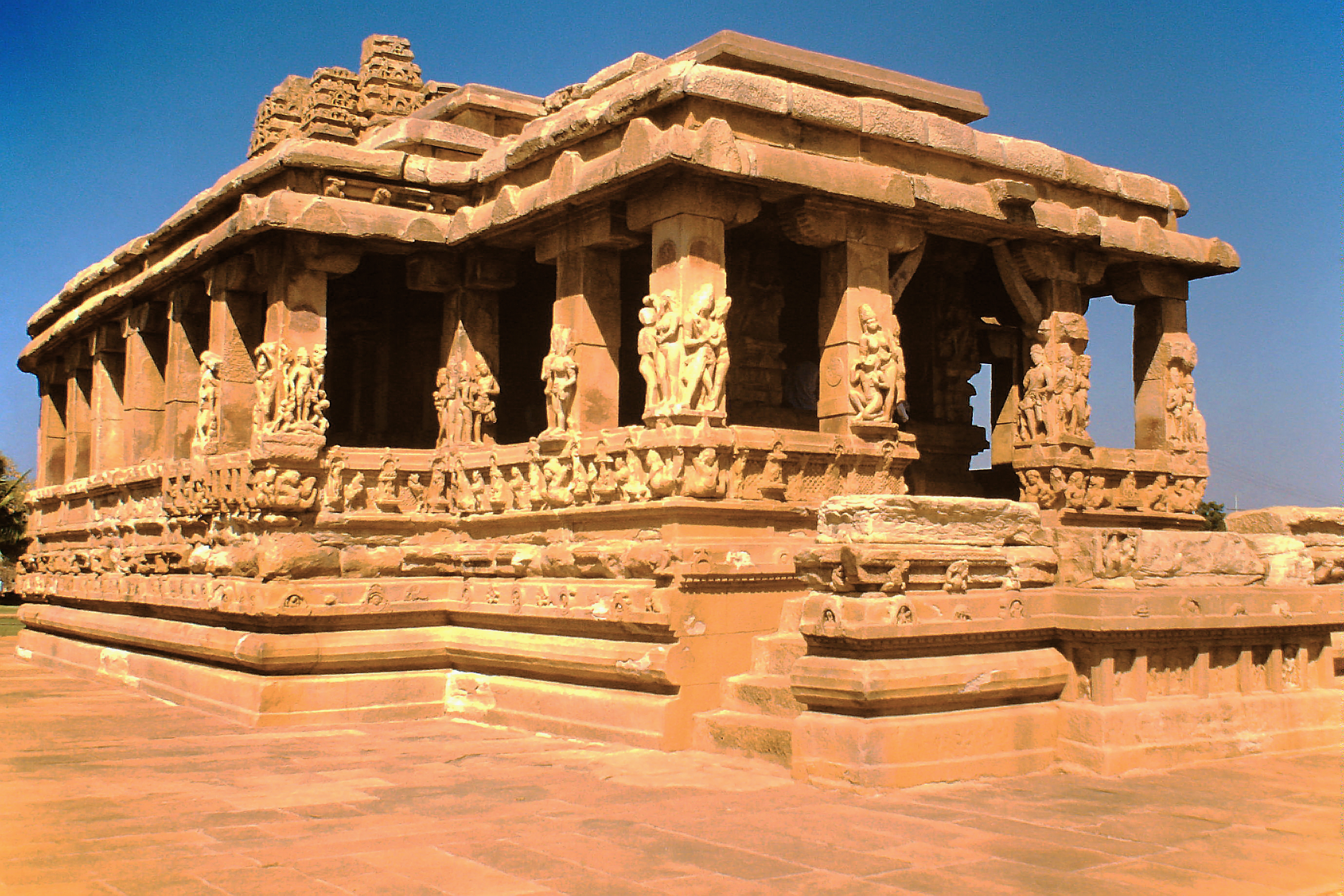
Aihole – Der Durga-Tempel erhebt sich auf einer mehrfach gestuften Sockelzone (adhishthana). Pfeiler und Brüstungen des Portikus und der Vorhalle (mandapa) sind mit Figurenreliefs geschmückt.

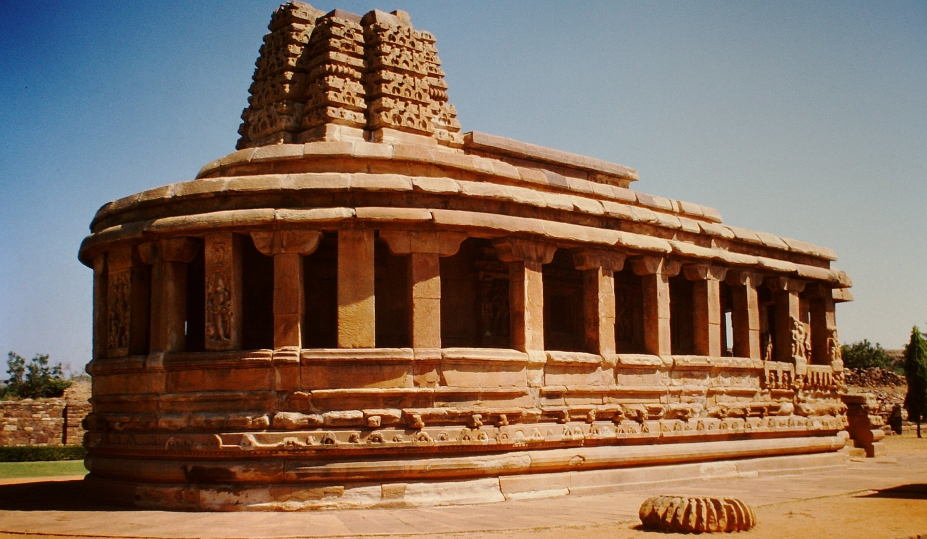
Aihole – Der Durga Tempel hat einen apsidialen Grundriss und einen durch viele Pfeilerzwischenräume geöffneten äußeren Umgang (pradakshinapatha), der die Vorhalle (mandapa) und den apsidialen Sanktumsbereich umschließt. Der Shikhara-Aufbau dürfte später hinzugefügt worden sein.

Einen ebenfalls außergewöhnlichen – an buddhistische Chaitya-Hallen erinnernden – Grundriss zeigt der nur etwa 100 m entfernte sogenannte Durga-Tempel, der ursprünglich möglicherweise Vishnu geweiht war; die nahegelegene Festung (durga) führte zur heutigen Bezeichnung. Die Cella (garbhagriha) ist apsidial gestaltet und hat gleich zwei – in der Höhe gestaffelte und ebenfalls apsidiale – Umgänge (pradakshinapathas), von denen der äußere durch massive Pfeiler (abwechselnd mit und ohne Kämpfer) nach außen hin geöffnet ist.
Auch der Durga-Tempel erhebt sich auf einem mehrfach gestuften Sockel (adhishthana) und auch hier ist die den Tempel umgebende Bodenfläche mit Steinplatten bedeckt. Zwei Treppen führen hinauf zu einem podestartigen Vorbau, von dem aus eine weitere Treppe einen offenen Portikus erschließt. Über eine weitere – fast geschlossene – Pfeilerhalle mit einem leicht erhöhten Mittelschiff gelangt man zur Cella, die einen eigenständigen Baukörper im Inneren des Tempels bildet. Das Tempelinnere wird durch einige seltene Jali-Fenster in Radform und andere mit Swastika-Dekor nur spärlich belichtet.
Der leicht gekrümmte Shikhara-ähnliche Aufbau oberhalb der Cella mit seinen Abstufungen und Fensternischen (chandrasalas oder kudus) mutet eher nordindisch an und tatsächlich lassen sowohl das kleinteilige Dekor als auch der eher quadratische Grundriss mit Vorsprüngen darauf schließen, dass es sich um eine spätere Zutat handelt; ob der obere Teil jemals vollendet war und eventuell später durch Blitzschlag zerstört wurde, ist umstritten; ein amalaka-Ringstein liegt jedenfalls unmittelbar neben dem Tempel. Ansonsten besteht die Dachfläche des Tempels aus dicken, leicht schräg gestellten Steinplatten.
An der Innenwand des äußeren Umgangs (pradakshinapatha), der Vorhalle (mandapa) und Sanktumsbereich umschließt, sind mehrere eindrucksvolle und beinahe freiplastisch gearbeitete Figurenreliefs angebracht (Shiva, Narasimha, Varaha, Durga als Töterin des Büffeldämons u. a.). Ansonsten beschränkt sich der Bauschmuck des Durga-Tempels im Wesentlichen auf – nach außen gerichtete – figürliche Reliefs (mithunas) etc. an den Pfeilern des Portikus und des äußeren Umgangs.
Durch die offene Bauweise des Tempels, die beinahe freiplastischen Figuren sowie die Jali-Fenster wird die Stein- bzw. Wandsichtigkeit stark reduziert. Die meisten Forscher datieren den Durga-Tempel daher entweder ins späte 7. oder aber ins frühe 8. Jahrhundert.

### Hucchimalli-Tempel

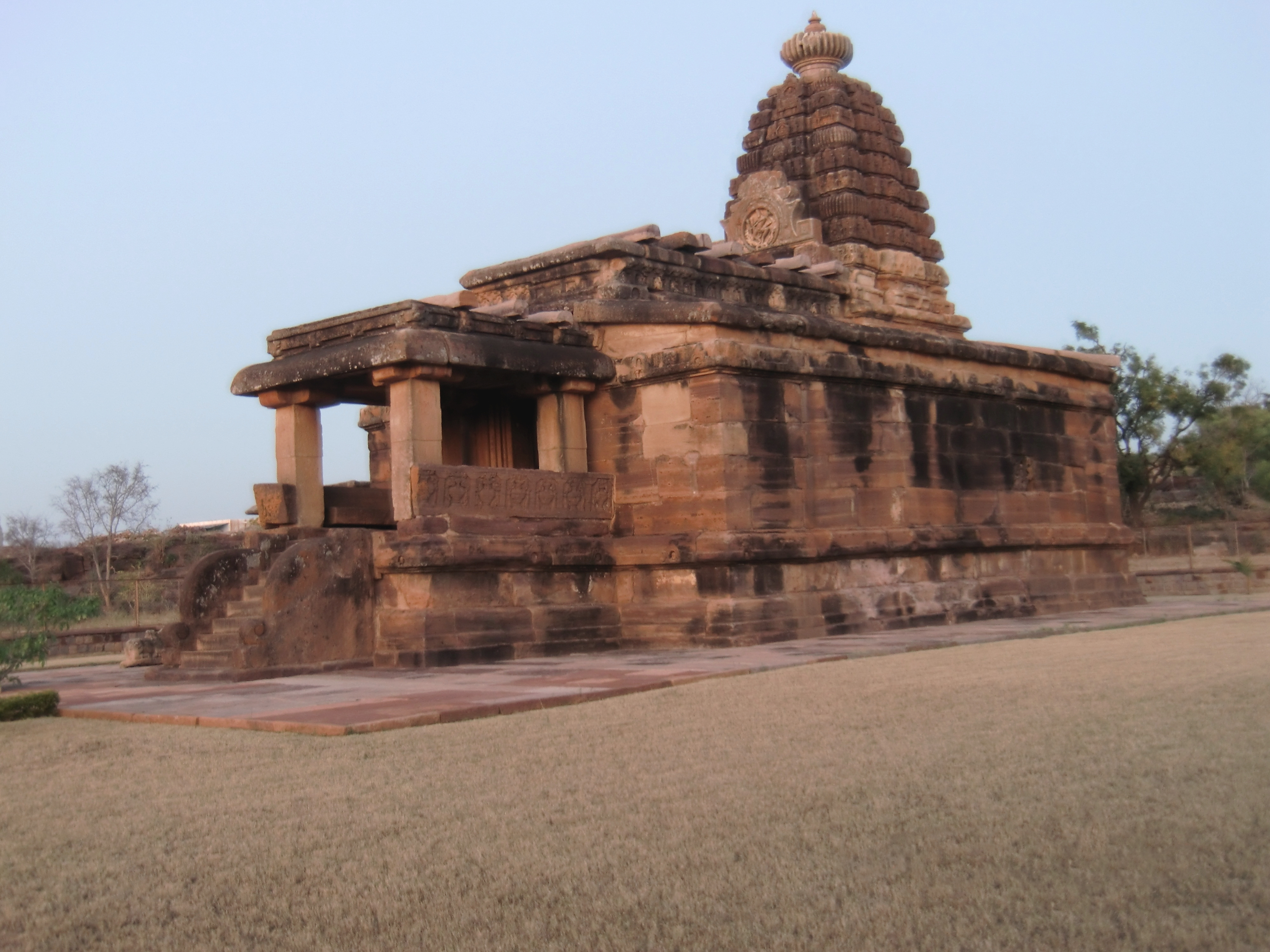
Aihole – Der Hucchimalli-Tempel ist – wie der Durga-Tempel – durch eine Vielzahl von Pfeilerzwischenräumen nach außen geöffnet; er hat jedoch keine Apsis.

Der Hucchimalli-Tempel wird ins 7. Jahrhundert datiert und könnte durchaus Vorbild für den wahrscheinlich etwas späteren Durga-Tempel gewesen sein; er ist jedoch nur dreischiffig und ohne Apsis. Ein mit Sicherheit später hinzugefügter Shikhara-Turm im nordindischen Stil mit einer großen vorgeblendeten Fensternische (chandrasala oder kudu) krönt die Cella mit einem Shiva-Lingam. Sehenswert ist der Tempel wegen seines erhaltenen Figurenschmucks an den mehrfach zurückgestuften Portalgewänden: Ganga und Yamuna sowie Liebespaare (mithunas), in der Mitte des mit einfachen vegetabilischen Reliefs dekorierten Sturzbalkens (Lintel) eine geflügelte Garuda-Figur im Knieflug, darüber Bildnisse der Götter Brahma, Shiva und Vishnu. Die Wandnischen in der Vorhalle (mandapa) zeigen die vedischen Götter Indra, Yama und Kubera.
Vor dem Haupttempel und einem kleineren seitlichen Begleitschrein liegt jeweils ein Nandi-Bulle, das Tragtier (vahana) Shivas. Etwa 50 m vor dem Tempel befindet sich ein etwa 6 m tiefer Wassertank zum Auffangen des Regenwassers – hieraus wurde Wasser für Kultzwecke entnommen; Trinkwasser holte man aus dem nahegelegenen Fluss.

### Ravana-Phadi-Höhlentempel

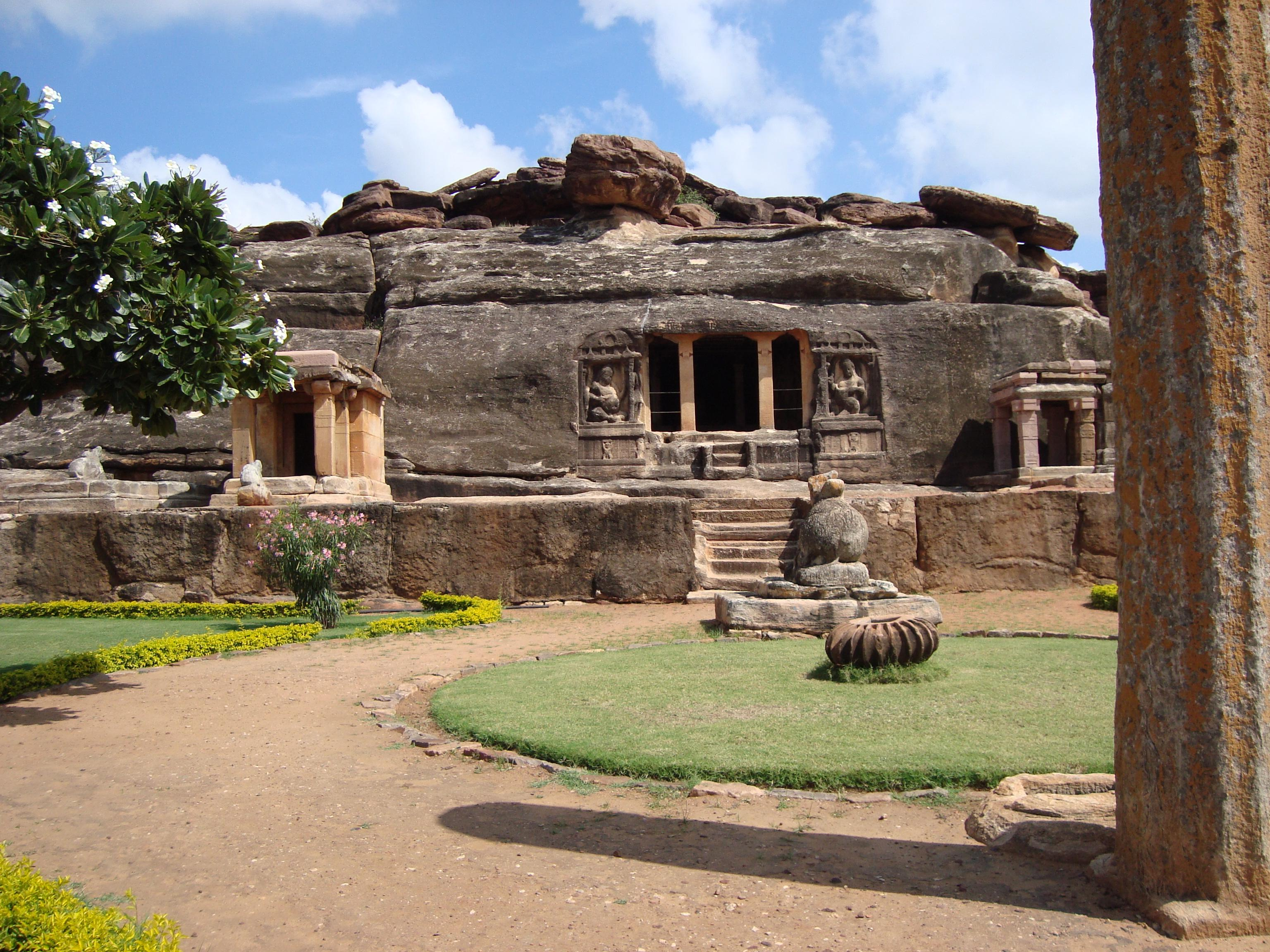
Aihole – Der Eingang des Ravana-Phadi-Höhlentempels wird durch Pfeiler dreigeteilt; links und rechts davon sind dickbäuchige Ganas zu sehen. Der Höhlentempel wird eingefasst von zwei kleinen freistehenden Tempeln.

Der Shiva geweihte Ravana-Phadi-Höhlentempel liegt unweit des Hucchimalli-Tempels und wird von zwei freistehenden einfachen Kleintempeln gerahmt; aus dem massiven Fels sind weitere kleinere Schreine mit Lingams herausgearbeitet.
Der Höhlentempel ist – ebenso wie der Shiva-Lingam in der Cella und die Figurenreliefs im Vorraum (mandapa) – komplett aus dem Fels herausgehauen. An den Wänden der Vorhalle finden sich große – beinahe freiplastisch gearbeitete – Figurenreliefs: links des Eingangs Shiva und Parvati als in einer Person (ardhanarishvara), dann Shiva als zehnarmiger Gott des Tanzes (nataraja) mit seiner Gemahlin Parvati sowie seinen Söhnen Ganesha und Karttikeya an seiner Seite; rechts des Eingangs Shiva mit Strahlenkranz hinter seinem Haupt und begleitet von Parvati (ebenfalls mit Strahlenkranz) und einem skelettartig ausgemergeltem, nur auf einem Bein stehenden Asketen (Bhringi). Zu den Füßen der Figuren tummeln sich Ganas, die zwergenhafte Begleitschar des Gottes. Ein weiteres Relief zeigt die Gruppe der 'Sieben Mütter' (saptamatrikas). Die Decke der Vorhalle zeigt eine schöne Rosette – eingefasst von zwei großen Quadraten. In den Wandnischen unmittelbar vor dem Shiva-Lingam ist links eine Darstellung des Gottes Vishnu in seiner Eberinkarnation (varaha) zu sehen; die rechte Seite zeigt eine Darstellung Durgas als Töterin des Büffeldämons (mahisasurmardini) – beide Themen sind in Indien sehr populär.

### Meguti-Tempel

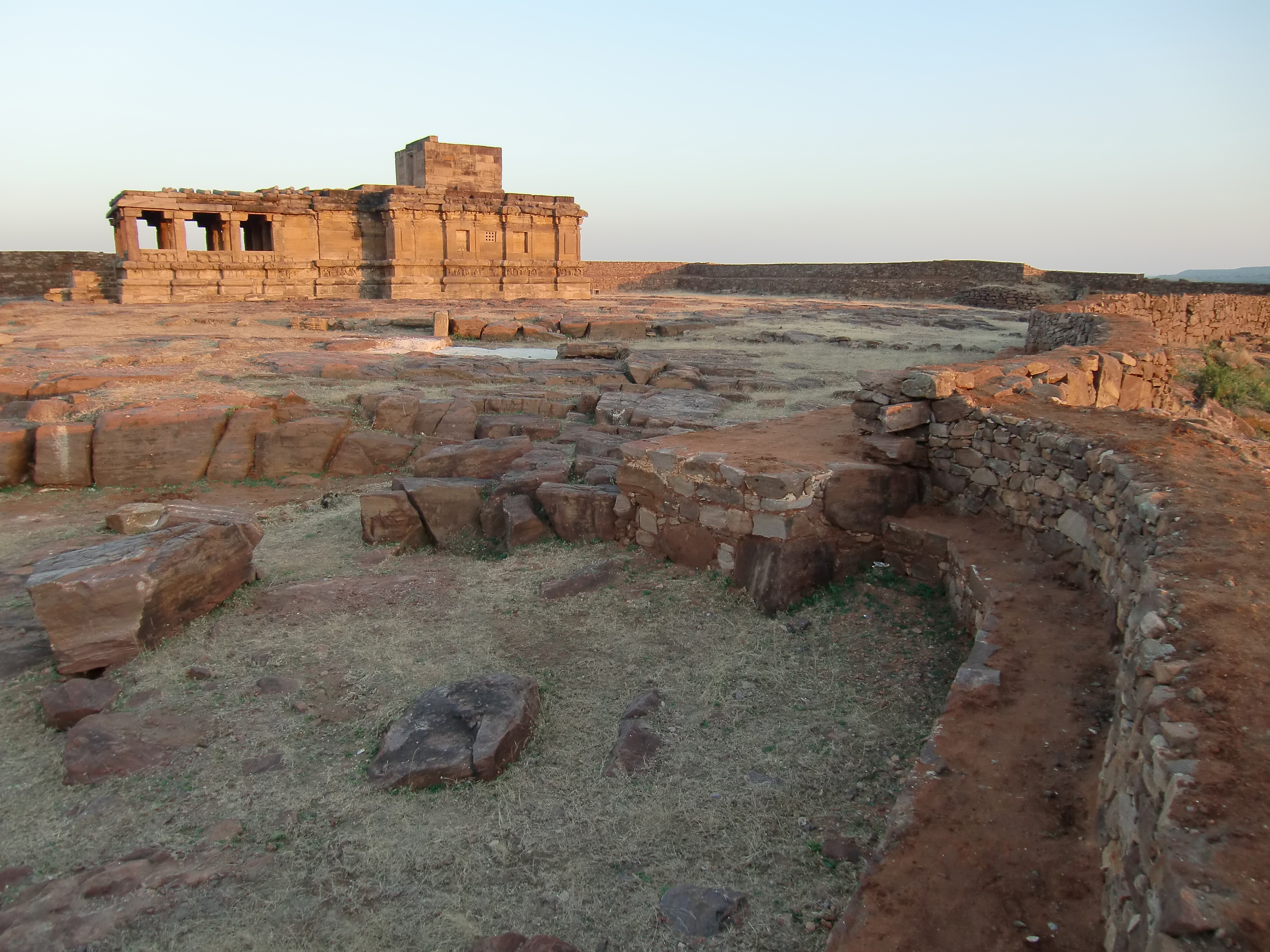
Aihole – Der Meguti-Jain-Tempel mit einem kammerartigen Dachaufbau steht von den anderen Tempeln getrennt im Fortbereich.

Der sogenannte Meguti-Tempel ist eine Jaina-Kultstätte und liegt – wie viele Jain-Tempel – etwas abseits im Bereich des – erhöht liegenden – ehemaligen Forts. Aufgrund einer langen Inschrift in der Außenwand kann er ins Jahr 634 datiert werden – somit wäre er möglicherweise der älteste (erhaltene) Tempel in Aihole. Der Bau ist langgestreckt mit offenem Portikus, Vorhalle und etwas breiterem Sanktumsbereich. In den Außenwänden finden sich Nischen (eine Seltenheit bei den frühen Tempeln von Aihole) – sie sind jedoch sehr einfach gestaltet und enthalten keinerlei figürlichen Schmuck. Das Dach mit seinen dicken steinernen Platten und Fugenabdeckungen ist ähnlich gestaltet wie beim Lad-Khan-Tempel und auch hier gibt es einen kammerartigen quadratischen Dachaufbau aus späterer Zeit, wie es die angewendete Mauerwerkstechnik vermuten lässt.
Das weitgehend schmucklose Innere des Tempels beherbergt ein – möglicherweise erst später hierhin verbrachtes – Kultbild eines Jaina-Tirthankaras im Lotossitz. Wegen des fehlenden Bauschmucks nehmen viele Forscher an, dass der Tempel – aus welchen Gründen auch immer – nicht vollendet wurde.
Ein doppelgeschossiger Bau – oft als buddhistisch bezeichnet, was jedoch wegen seiner späten Bauzeit (ca. 8. Jh.) eher unwahrscheinlich ist – liegt links des Treppenaufgangs. Von hier aus bzw. vom Fort bietet sich ein grandioses Panorama der Tempelbauten von Aihole. Auf dem Hügel finden sich auch die Überreste von etwa 20 – aus vier großen Steinplatten zusammengesetzten – dolmenähnlichen Bauten (siehe Weblinks), bei denen es sich jedoch mit hoher Wahrscheinlichkeit nicht um prähistorische Grabbauten, sondern um kleine Einsiedlertempel gehandelt hat.

### Weitere Tempel

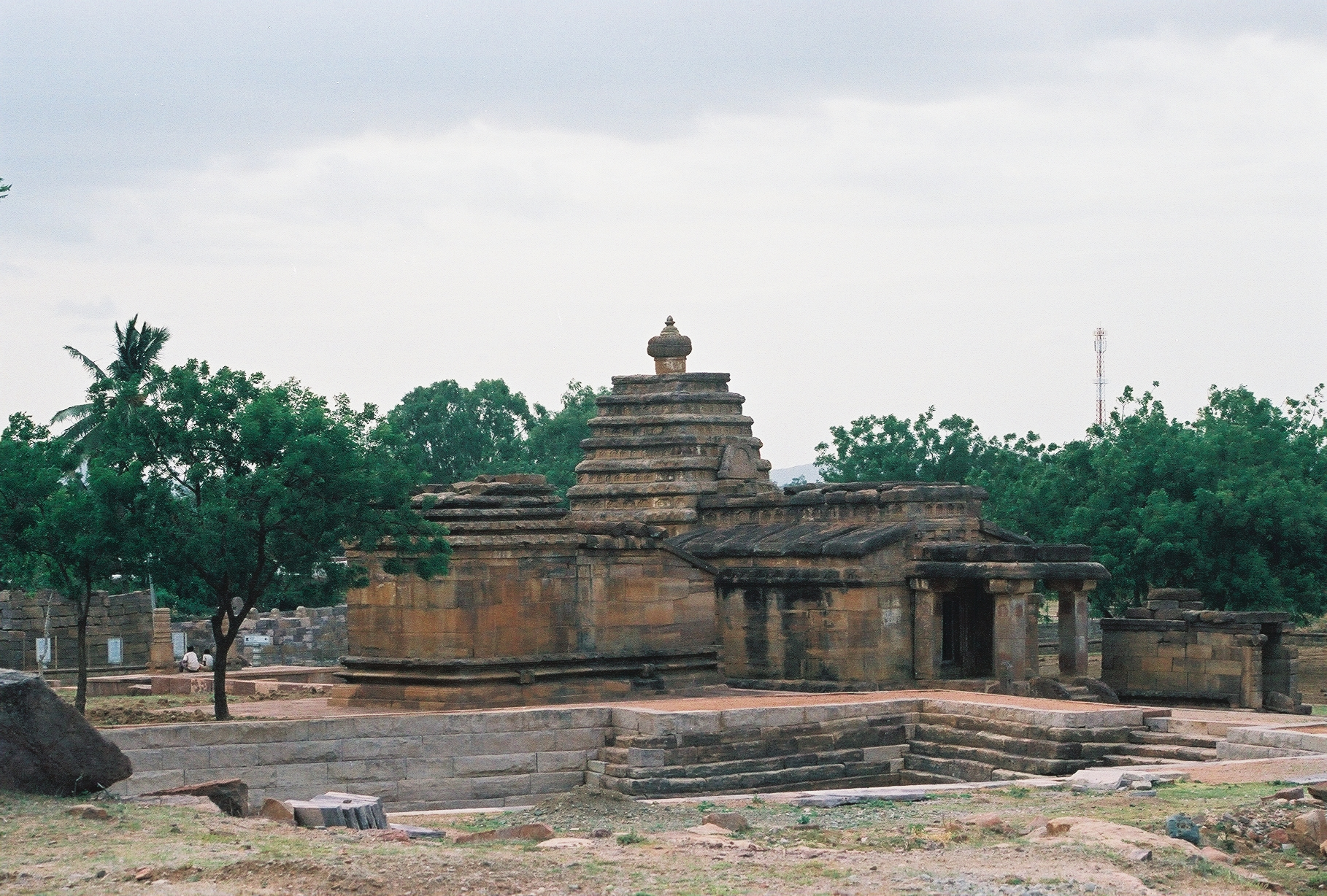
Mallikarjuna-Tempel mit Tempelteich

Zwischen den genannten Tempeln sowie in der Umgebung finden sich weitere – weniger bedeutsame und z. T. auch ruinierte – Tempelbauten, die noch heute Zeugnis ablegen von der enormen Bautätigkeit der Chalukyas in ihrer ersten Hauptstadt: Rachigudi (11. Jh.); Kontigudi (7.–10. Jh.); Charanthimatha-Jain-Tempel (11./12. Jh.); Hucchapayyagudi (8. Jh.) u. a. Auch am Fluss liegen mehr als 40 Tempelbauten (Galaganatha-Gruppe – über 30 weitgehend ruinöse Tempel aus dem 8./9. Jh.; Yeniar-Gruppe – acht Tempel aus dem 12. Jahrhundert; Triyambakeshvara-Gruppe – zwei Tempel aus dem 12. Jh.; u. a.).

### Tempelteiche
In der Nähe des Mallikarjuna-Tempels befindet sich ein Tempelteich für die rituelle Reinigung der Brahmanen und der Gläubigen vor dem Tempelbesuch. Ein weiterer mit einem freistehenden und hoheitlich wirkenden Portalbogen (torana) davor liegt in der Nähe; ein kleinerer Teich findet sich auch in der Umgebung des Durga-Tempels.

## Museum
Unweit des Durga-Tempels liegt ein vom Archaeological Survey of India geführtes Museum (Museum & Art Gallery) mit etlichen Skulpturen, die keinem der Tempel zugeordnet werden konnten oder aus Sicherheitsgründen hierher verbracht wurden.

## Bedeutung
Wie nur wenige Orte in Indien gilt Aihole als eine der Wiegestätten der Hindu-Architektur – hier vermischen sich lokale und regionale Entwicklungen mit nordindischen und südindischen Einflüssen.

## Umgebung
Die insgesamt etwa 100 Jahre spätere Tempelstätte von Pattadakal liegt etwa auf halber Strecke zwischen Badami und Aihole und steht auf der Liste des UNESCO-Weltkulturerbes. Die sehenswerten Tempel von Mahakuta sind von Badami aus gut zu erreichen.